# Майкъл Джай Уайт
Майкъл Ричард Джай Уайт (на английски: Michael Richard Jai White) е американски актьор и майстор на бойни изкуства. Той е първият чернокож актьор, който изпълнява ролята на супергерой в пълнометражен филм, а именно тази на Ал Симънс/Споун във филма „Споун“ от 1997 г. Той играе и ролята на Майк Тайсън в биографичния филм „Тайсън“ на HBO от 1995 г.

## Личен живот
От 2005 до 2011 е женен за Кортни Чатъм, от която има дъщеря на име Морган. Уайт също така има и двама синове. През февруари 2014 г. той обявява годежа си с актрисата Джилиън Илиана Уотърс. През юли 2015 г. двамата се женят в Тайланд.

## Избрана филмография
- Универсален войник: Завръщането (1999)
- Ренегат (1993)
- Опасна зона (1994)
- Полицейско управление Ню Йорк (1995)
- Военна прокуратура (1995)
- Открити рани (2001)
- От местопрестъплението: Маями (2003)
- Лигата на справедливостта (2003)
- Статичен шок (2003)
- Лигата на справедливостта без граници (2005)
- Фаворитът 2 (2006)
- Черният рицар (2008)
- Буундокс (2010)
- Никога не се предавай 2 (2011)
- Батман: Смели и дръзки (2011)